# Eleições legislativas de 2019 na Amadora

## Resultados Oficiais
| Partido                 | Partido                              | Votos   | %               | +/-   |
| ----------------------- | ------------------------------------ | ------- | --------------- | ----- |
|                         | Partido Socialista                   | 33 330  | 41,76 / 100,00  | 4,27  |
|                         | Partido Social Democrata             | 14 387  | 18,03 / 100,00  | -     |
|                         | Bloco de Esquerda                    | 8 464   | 10,61 / 100,00  | 0,93  |
|                         | CDU - Coligação Democrática Unitária | 7 126   | 8,93 / 100,00   | 2,30  |
|                         | Pessoas–Animais–Natureza             | 3 615   | 4,53 / 100,00   | 2,56  |
|                         | CDS – Partido Popular                | 2 340   | 2,93 / 100,00   | -     |
|                         | CHEGA!                               | 1 755   | 2,20 / 100,00   | Novo  |
|                         | LIVRE                                | 1 376   | 1,73 / 100,00   | 0,77  |
|                         | Iniciativa Liberal                   | 1 113   | 1,39 / 100,00   | Novo  |
|                         | Aliança                              | 830     | 1,04 / 100,00   | Novo  |
|                         | Outros (com menos de 1,00%)          | 2 606   | 3,27 / 100,00   |       |
| Votos Inválidos         | Votos Inválidos                      | 2 865   | 3,59 / 100,00   | 0,17  |
| Total                   | Total                                | 79 807  | 100,00 / 100,00 |       |
| Eleitorado/Participação | Eleitorado/Participação              | 145 142 | 54,99 / 100,00  | 3,93  |
| Fonte                   | Fonte                                | [ 1 ]   | [ 1 ]           | [ 1 ] |

## Resultados por Freguesia
Os resultados seguintes referem-se aos partidos que obtiveram mais de 1,00% dos votos:
| Freguesia             | %     | %     | %     | %     | %    | %    | %    | %    | %    | %    | Votantes |
| Freguesia             | PS    | PSD   | BE    | CDU   | PAN  | CDS  | CH   | L    | IL   | A    | Votantes |
| --------------------- | ----- | ----- | ----- | ----- | ---- | ---- | ---- | ---- | ---- | ---- | -------- |
| Águas Livres          | 44,28 | 17,34 | 10,31 | 8,88  | 4,20 | 2,65 | 1,88 | 1,44 | 1,24 | 0,96 | 16 999   |
| Alfragide             | 34,74 | 25,52 | 9,54  | 6,41  | 4,08 | 4,51 | 2,05 | 2,50 | 2,77 | 1,47 | 8 750    |
| Encosta do Sol        | 44,45 | 15,82 | 10,31 | 9,30  | 4,25 | 2,78 | 2,26 | 1,62 | 1,02 | 0,89 | 11 970   |
| Falagueira-Venda Nova | 43,40 | 15,29 | 11,40 | 10,75 | 4,52 | 2,30 | 2,15 | 1,72 | 1,17 | 0,88 | 9 918    |
| Mina de Água          | 41,25 | 17,44 | 11,07 | 8,88  | 5,05 | 2,71 | 2,69 | 1,57 | 1,18 | 1,05 | 19 609   |
| Venteira              | 40,20 | 18,93 | 10,67 | 9,04  | 4,74 | 3,21 | 1,95 | 1,91 | 1,53 | 1,11 | 12 561   |
| Amadora               | 41,76 | 18,03 | 10,61 | 8,93  | 4,53 | 2,93 | 2,20 | 1,72 | 1,39 | 1,04 | 79 807   |

#### Águas Livres
| Partido                 | Partido                              | Votos  | %               | +/-  |
| ----------------------- | ------------------------------------ | ------ | --------------- | ---- |
|                         | Partido Socialista                   | 7 527  | 44,28 / 100,00  | 4,96 |
|                         | Partido Social Democrata             | 2 947  | 17,34 / 100,00  | -    |
|                         | Bloco de Esquerda                    | 1 753  | 10,31 / 100,00  | 0,98 |
|                         | CDU - Coligação Democrática Unitária | 1 509  | 8,88 / 100,00   | 1,91 |
|                         | Pessoas–Animais–Natureza             | 714    | 4,20 / 100,00   | 2,37 |
|                         | CDS – Partido Popular                | 450    | 2,65 / 100,00   | -    |
|                         | CHEGA!                               | 319    | 1,88 / 100,00   | Novo |
|                         | LIVRE                                | 245    | 1,44 / 100,00   | 0,54 |
|                         | Iniciativa Liberal                   | 210    | 1,24 / 100,00   | Novo |
|                         | Outros (com menos de 1,00%)          | 718    | 4,22 / 100,00   |      |
| Votos Inválidos         | Votos Inválidos                      | 607    | 3,57 / 100,00   | 0,01 |
| Total                   | Total                                | 16 999 | 100,00 / 100,00 |      |
| Eleitorado/Participação | Eleitorado/Participação              | 31 465 | 54,03 / 100,00  | 4,46 |

#### Alfragide
| Partido                 | Partido                              | Votos  | %               | +/-  |
| ----------------------- | ------------------------------------ | ------ | --------------- | ---- |
|                         | Partido Socialista                   | 3 040  | 34,74 / 100,00  | 1,99 |
|                         | Partido Social Democrata             | 2 233  | 25,52 / 100,00  | -    |
|                         | Bloco de Esquerda                    | 835    | 9,54 / 100,00   | 1,46 |
|                         | CDU - Coligação Democrática Unitária | 561    | 6,41 / 100,00   | 1,55 |
|                         | CDS – Partido Popular                | 395    | 4,51 / 100,00   | -    |
|                         | Pessoas–Animais–Natureza             | 357    | 4,08 / 100,00   | 2,18 |
|                         | Iniciativa Liberal                   | 242    | 2,77 / 100,00   | Novo |
|                         | LIVRE                                | 219    | 2,50 / 100,00   | 1,09 |
|                         | CHEGA!                               | 179    | 2,05 / 100,00   | Novo |
|                         | Aliança                              | 129    | 1,47 / 100,00   | Novo |
|                         | Outros (com menos de 1,00%)          | 236    | 2,71 / 100,00   |      |
| Votos Inválidos         | Votos Inválidos                      | 324    | 3,71 / 100,00   | 0,18 |
| Total                   | Total                                | 8 750  | 100,00 / 100,00 |      |
| Eleitorado/Participação | Eleitorado/Participação              | 13 950 | 62,72 / 100,00  | 2,42 |

#### Encosta do Sol
| Partido                 | Partido                              | Votos  | %               | +/-  |
| ----------------------- | ------------------------------------ | ------ | --------------- | ---- |
|                         | Partido Socialista                   | 5 321  | 44,45 / 100,00  | 4,50 |
|                         | Partido Social Democrata             | 1 894  | 15,82 / 100,00  | -    |
|                         | Bloco de Esquerda                    | 1 234  | 10,31 / 100,00  | 1,21 |
|                         | CDU - Coligação Democrática Unitária | 1 113  | 9,30 / 100,00   | 2,43 |
|                         | Pessoas–Animais–Natureza             | 509    | 4,25 / 100,00   | 2,27 |
|                         | CDS – Partido Popular                | 333    | 2,78 / 100,00   | -    |
|                         | CHEGA!                               | 271    | 2,26 / 100,00   | Novo |
|                         | LIVRE                                | 194    | 1,62 / 100,00   | 0,84 |
|                         | Iniciativa Liberal                   | 122    | 1,02 / 100,00   | Novo |
|                         | Outros (com menos de 1,00%)          | 526    | 4,41 / 100,00   |      |
| Votos Inválidos         | Votos Inválidos                      | 453    | 3,78 / 100,00   | 0,19 |
| Total                   | Total                                | 11 970 | 100,00 / 100,00 |      |
| Eleitorado/Participação | Eleitorado/Participação              | 22 870 | 52,34 / 100,00  | 3,38 |

#### Falagueira - Venda Nova
| Partido                 | Partido                                         | Votos  | %               | +/-  |
| ----------------------- | ----------------------------------------------- | ------ | --------------- | ---- |
|                         | Partido Socialista                              | 4 304  | 43,40 / 100,00  | 4,32 |
|                         | Partido Social Democrata                        | 1 516  | 15,29 / 100,00  | -    |
|                         | Bloco de Esquerda                               | 1 131  | 11,40 / 100,00  | 0,23 |
|                         | CDU - Coligação Democrática Unitária            | 1 066  | 10,75 / 100,00  | 3,46 |
|                         | Pessoas–Animais–Natureza                        | 448    | 4,52 / 100,00   | 2,65 |
|                         | CDS – Partido Popular                           | 228    | 2,30 / 100,00   | -    |
|                         | CHEGA!                                          | 213    | 2,15 / 100,00   | Novo |
|                         | LIVRE                                           | 171    | 1,72 / 100,00   | 0,83 |
|                         | Iniciativa Liberal                              | 116    | 1,17 / 100,00   | Novo |
|                         | Partido Comunista dos Trabalhadores Portugueses | 101    | 1,02 / 100,00   | 0,21 |
|                         | Outros (com menos de 1,00%)                     | 293    | 2,95 / 100,00   |      |
| Votos Inválidos         | Votos Inválidos                                 | 331    | 3,33 / 100,00   | 0,48 |
| Total                   | Total                                           | 9 918  | 100,00 / 100,00 |      |
| Eleitorado/Participação | Eleitorado/Participação                         | 18 464 | 53,72 / 100,00  | 4,41 |

#### Mina de Água
| Partido                 | Partido                                         | Votos  | %               | +/-  |
| ----------------------- | ----------------------------------------------- | ------ | --------------- | ---- |
|                         | Partido Socialista                              | 8 089  | 41,25 / 100,00  | 6,25 |
|                         | Partido Social Democrata                        | 3 419  | 17,44 / 100,00  | -    |
|                         | Bloco de Esquerda                               | 2 171  | 11,07 / 100,00  | 1,52 |
|                         | CDU - Coligação Democrática Unitária            | 1 742  | 8,88 / 100,00   | 2,41 |
|                         | Pessoas–Animais–Natureza                        | 991    | 5,05 / 100,00   | 2,88 |
|                         | CDS – Partido Popular                           | 531    | 2,71 / 100,00   | -    |
|                         | CHEGA!                                          | 528    | 2,69 / 100,00   | Novo |
|                         | LIVRE                                           | 307    | 1,57 / 100,00   | 0,61 |
|                         | Iniciativa Liberal                              | 231    | 1,18 / 100,00   | Novo |
|                         | Aliança                                         | 206    | 1,05 / 100,00   | Novo |
|                         | Partido Comunista dos Trabalhadores Portugueses | 205    | 1,05 / 100,00   | 0,10 |
|                         | Outros (com menos de 1,00%)                     | 476    | 2,45 / 100,00   |      |
| Votos Inválidos         | Votos Inválidos                                 | 713    | 3,63 / 100,00   | 0,09 |
| Total                   | Total                                           | 19 609 | 100,00 / 100,00 |      |
| Eleitorado/Participação | Eleitorado/Participação                         | 35 833 | 54,72 / 100,00  | 3,98 |

#### Venteira
| Partido                 | Partido                              | Votos  | %               | +/-  |
| ----------------------- | ------------------------------------ | ------ | --------------- | ---- |
|                         | Partido Socialista                   | 5 049  | 40,20 / 100,00  | 1,97 |
|                         | Partido Social Democrata             | 2 378  | 18,93 / 100,00  | -    |
|                         | Bloco de Esquerda                    | 1 340  | 10,67 / 100,00  | 0,13 |
|                         | CDU - Coligação Democrática Unitária | 1 135  | 9,04 / 100,00   | 1,84 |
|                         | Pessoas–Animais–Natureza             | 596    | 4,74 / 100,00   | 2,73 |
|                         | CDS – Partido Popular                | 403    | 3,21 / 100,00   | -    |
|                         | CHEGA!                               | 245    | 1,95 / 100,00   | Novo |
|                         | LIVRE                                | 240    | 1,91 / 100,00   | 0,89 |
|                         | Iniciativa Liberal                   | 192    | 1,53 / 100,00   | Novo |
|                         | Aliança                              | 139    | 1,11 / 100,00   | Novo |
|                         | Outros (com menos de 1,00%)          | 407    | 3,24 / 100,00   |      |
| Votos Inválidos         | Votos Inválidos                      | 437    | 3,48 / 100,00   | 0,47 |
| Total                   | Total                                | 12 561 | 100,00 / 100,00 |      |
| Eleitorado/Participação | Eleitorado/Participação              | 22 560 | 55,68 / 100,00  | 4,48 |